# Wilanowska (métro de Varsovie)
Wilanowska est une station de la ligne 1 du métro de Varsovie, située dans le quartier de Mokotów. Inaugurée le 7 avril 1995, la station dessert le quartier Puławska et la rue Wilanowskiej.

## Description
La station est sur deux étages, d'une largeur de 11m pour 120m de long. La station comporte une plate-forme avec des galeries latérales. Les couleurs principales de cette station sont le blanc et le brun. Sur la mezzanine sont affichées des œuvres de photographes. À la surface se trouvent des escaliers ainsi que des ascensceurs pour les personnes souffrant de handicap, cette station dispose de points de vente, de toilettes, de guichets automatiques bancaires et d'un défibrillateur.
Le 7 avril 1995, cette station est choisie pour l'inauguration officielle du métro de Varsovie par le Premier Ministre Józef Oleksy et par le maire de Varsovie, Marcin Święcicki.
Cette station est la 7e de la Ligne 1 du métro de Varsovie dans le sens sud-nord, suivie alors de la station Wierzbno, et est la 15e dans le sens nord-sud, suivie de la station Służew.

## Position sur la Ligne 1 du métro de Varsovie

Position de la station Wilanowska (7e en partant du sud) sur la ligne 1.